# 伏見町 (名古屋市)
伏見町（ふしみちょう）は、愛知県名古屋市中区の地名。1丁目から5丁目まで存在した。丸の内一・二丁目および錦一・二丁目の各一部に相当する。現在の丸の内駅界隈である。

## 地理
江戸時代の当町は、伏見町筋の京町筋から杉ノ町筋までの2丁であり、南側で淀町（伏見町下ノ切）と接する町であったが、明治時代に淀町を吸収した。淀町は杉ノ町筋から伝馬町筋までの2丁を指した。近代の当町は、東は南外堀町3丁目・桑名町2丁目・車町4丁目・東万町1丁目・菅原町1丁目、西は上園町1丁目・車町3丁目・西万町3丁目・材木町3丁目、南は伝馬町3丁目・4丁目、北は南外堀町2丁目に接していた。

## 歴史

### 町名の由来
慶長年間において、山城国伏見に住んでいた伏見屋六兵衛なる人物が当地に移り住んだことに由来するという。

### 沿革
- 清洲越しの町ではないことは明かとなっているものの、成立年代は不詳という[4]。
- 貞享3年 - 伏見町下ノ切が、京都の淀にちなんで[注 1]淀町と改称される[5]。
- 明治4年9月29日 - 淀町を編入する[1]。
- 1878年（明治11年）12月20日 - 名古屋区成立に伴い、同区伏見町となる[6]。
- 1889年（明治22年）10月1日 - 名古屋市成立に伴い、同市伏見町となる[6]。
- 1908年（明治41年）4月1日 - 西区成立に伴い、同区伏見町となる[6]。
- 1944年（昭和19年）2月11日 - 栄区成立に伴い、同区伏見町となる[6]。
- 1945年（昭和20年）11月3日 - 栄区廃止に伴い、中区伏見町となる[6]。
- 1966年（昭和41年）3月30日 - 住居表示の実施に伴い、1～4丁目が丸の内一丁目・丸の内二丁目、4・5丁目が錦一丁目・錦二丁目にそれぞれ編入され、消滅[1]。

## 人物

### 伏見町
- 茶碗屋吉田源左衛門[4]
- 畳屋棟梁吉田市郎左衛門[4]
- 張振甫[4]

### 淀町
- 葺師鳥居七兵衛[4]